# Infomir
«Infomir» (укр. Інфомір) — європейський виробник промислової та побутової електроніки, а також програмних продуктів. Назва «Infomir» — акронім від словосполучення «информационный мир». Група компаній займає до 4% світового ринку IPTV/OTT-приставок і є постачальником продукції в більш ніж 160 країн.
Головний офіс і виробництво «Infomir» розташовані в Україні, контрактним партнером компанії є «Jabil Circuit», що має 100 заводів в 23 країнах. Дистриб’юторські та логістичні центри «Infomir» працюють в Німеччині, Швейцарії, Естонії, США та ОАЕ. Це дозволяє забезпечити безперебійне виробництво та ефективну логістику.

## Історія
Історія «Infomir» почалася в 1994 році, коли була заснована група компаній «Фарлеп», що спеціалізується на наданні телефонного зв’язку та послуг доступу до Інтернету. До складу «Фарлеп» входила компанія, яка займалася розробкою та виробництвом телекомунікаційного обладнання і програмного забезпечення. Продукцію випускали як для власних потреб «Фарлеп», так і для великих клієнтів – АТ «Укрзалізниця» і ПАТ «Укртелеком».
У жовтні 2001 року засновано ТОВ «Телекомунікаційні технології». У 2002 році на базі сучасного обладнання Tyco Electronics у вільній економічній зоні Порто-франко було побудовано новий виробничий комплекс. У тому ж році компанія придбала ліцензію на виготовлення електролічильників.
У 2005 році створено групу компаній «Infomir». Відбувся запуск виробництва телевізійних приставок: першою моделлю став MAG100. У грудні того ж року виготовлена перша партія лічильників електроенергії.
У 2010 році публічно презентували Stalker Middleware – проміжне програмне забезпечення для операторів.
У 2013 році група компаній започаткувала напрямок світлодіодного освітлення, через рік розпочато виробництво LED-світильників.
У 2017 році в «Infomir» з’явився напрямок обробки звуку.
У 2019 «Infomir» випустив першу 4K-приставку для Android TV.
У період з 2012 по 2019 роки дистриб’юторські та логістичні центри «Infomir» було відкрито в США, ОАЕ, Німеччині, Швейцарії, Естонії та Бразилії.

## Головні події
1994 — засновано групу компаній «Фарлеп».
Жовтень 2001 — засновано ТОВ «Телекомунікаційні технології».
2001 — розпочато розробку перших телевізійних приставок.
2002 — на базі обладнання Tyco Electronics у вільній економічній зоні Порто-франко побудовано новий виробничий комплекс.
2002 — компанія придбала ліцензію на виробництво інтелектуальних електролічильників.
2005 — створено групу компаній «Infomir».
2005 — випущено першу IPTV-приставку «Infomir» MAG100.
Грудень 2005 — запуск виробництва електролічильників під власним брендом Matrix AMM.
Жовтень 2007 — розпочав роботу інтернет-провайдер «Infomir». Він став дослідною зоною, де компанія тестувала обладнання й нові технології, вивчала реакцію абонентів на нові послуги.
2009 — клієнтом «Infomir» став «Ростелеком», один із найбільших європейських операторів зв’язку.
Червень 2010 — публічна презентація Stalker Middleware — програмного забезпечення для IPTV/OTT-операторів. Рішення охоплювало модулі ТВ, відео за запитом (VoD), караоке й радіо.
2011 — в Одесі відкрито новий виробничий комплекс.
2012 — для оптимізації логістики та поліпшення техпідтримки на території Євросоюзу відкрито представництво в Німеччині.
2013 — створено лабораторію з розробки світлодіодного освітлення.
Березень 2013 — у США почав роботу офіційний дистриб’ютор «Infomir».
Квітень 2014 — відкрито представництво в ОАЕ.
Серпень 2014 — відкрито представництво в Естонії.
Липень 2014 — запуск виробництва вуличних LED-світильників Jooby і Cobra.
Жовтень 2015 — ТОВ «Телекомунікаційні технології» успішно пройшло сертифікацію системи управління якістю ДСТУ ISO 9001:2009 (ISO 9001:2008, IDT).
2015 — компанія розробила й випустила першу 4К-приставку«Infomir».
Липень 2017 — відкрито представництво у Швейцарії.
Вересень 2017 — відбувся ребрендинг Stalker Middleware. Рішення змінилося ідеологічно та функціонально й отримало назву Ministra TV platform.
2017 — відкрито напрямок обробки звуку, почалася розробка портативного Bluetooth-підсилювача для навушників.
2017 — запуск Louder.me — платформи для музикантів-початківців.
Серпень 2018 — розпочався продаж операторських Ліцензійних Ключів для Ministra Player.
2018 — компанія виходить на ринок Латинської Америки.
Січень 2019 — «Infomir» приєднався до антипіратської ініціативи «Чисте небо».
Червень 2019 — компанія випустила MAG425A — першу приставку для Android TV.
2019 — старт виробництва "Whooshi" (портативного підсилювача звуку для навушників).
Лютий 2020 — на виставці SMART BUILDING в Києві компанія представила пристрої Jooby для віддаленого збирання показань лічильників холодної та гарячої води, газу, електричної та теплової енергії. Для виробництва продукції компанія придбала єдину в Україні лінію промислового 3D-друку HP Jet Fusion 5210 з технологією Multi Jet Fusion.
Березень 2020 — компанія розпочала 3D-друк перехідників і клапанів для апаратів штучної вентиляції легень (ШВЛ), завдяки чому до одного апарату ШВЛ можна буде підключити до чотирьох пацієнтів замість одного. В рамках боротьби зі спалахом коронавірусної хвороби COVID-19, спричиненої бетакоронавірусом SARS-CoV-2, даними виробами будуть безкоштовно забезпечені українські лікарні через волонтерів. Також готується 3D-друк масок, захисних окулярів і багаторазових респіраторів для медиків.

## Партнери
З грудня 2015 року ТОВ «Телекомунікаційні технології» є членом Асоціації закупників України.
У червні 2016 року ТОВ «Телекомунікаційні технології» стало членом Інтернет-асоціації України (ІнАУ).
З 2017 року «Infomir» почав співпрацю з Google Inc.
1 січня 2019 року компанія приєдналася до антипіратської ініціативи «Чисте небо», створеної чотирма найбільшими медіагрупами України. Крім цього, «Infomir» співпрацює з антипіратською організацією AAPA (Audiovisual Anti-Piracy Alliance).
«Infomir» пройшов Google-сертифікацію, тому продукція компанії має ліцензоване програмне забезпечення, в т.ч. Android TV та YouTube.
З березня 2020 року для протидії коронавірусній хворобі компанія «Infomir» за підтримки «Антикризового штабу в Одеській області» почала забезпечувати українські лікарні перехідниками і клапанами для апаратів ШВЛ, а також масками, захисними окулярами і багаторазовими респіраторами власного виробництва.

## Діяльність
«Infomir» спеціалізується на проектуванні, розробці й виробництві промислової та побутової електроніки, систем автоматизації, сервісі й розробці програмного забезпечення. Особливість компанії — повний цикл виробництва: аналіз ринку, проектування продукту, промисловий дизайн, розробка програмного забезпечення, виробництво, допомога в інтеграції обладнання та сервісна підтримка в процесі його експлуатації.
Продукцією компанії користуються більше 30 мільйонів людей у всьому світі.

## Напрямки та продукти
IPTV/OTT-приставки
Проміжне програмне забезпечення (middleware)
LED-освітлення
Прилади обліку
Обробка звуку

## Нагороди
У серпні 2012 року Stalker Middleware отримав приз в номінації «Краща вітчизняна розробка, представлена на виставках EEBC 2012 і expoTEL 2012».
В жовтні 2012 року Міжнародний економічний рейтинг «Ліга кращих» визнав компанію «Підприємством року – 2012».
У грудні 2012 року Міжнародний економічний рейтинг назвав компанію одним із найкращих українських експортерів та імпортерів року.
В 2013 році Національний бізнес-рейтинг України присвоїв компанії нагороду «Експортер року – 2013».
У серпні 2013 року електролічильник MTX3 було відзначено в конкурсі «100 кращих товарів України».
У вересні 2015 року Національний бізнес-рейтинг України визнав компанію гідною звання «Лідер галузі – 2015». У липні 2016 року нагородив «золотом» рейтингу в номінації «Показники ефективності використання ресурсів» і за сумою місць в 4-х номінаціях фінансово-господарської діяльності.
У вересні 2016 року Національний рейтинг України присвоїв компанії звання «Підприємство року – 2016» та нагородив її знаком «Зірка якості 2016».
У квітні 2017 року виставка elcomUkraine 2017 визнала компанію кращим національним виробником в категорії багатофункціональних і багатотарифних лічильників електроенергії. 
У вересні 2018 року проект реконструкції освітлення моста, що з’єднує Лисичанськ і Сєвєродонецьк, отримав гран-прі на LED Expo 2018 у Києві.
У грудні 2018 року корпоративний журнал BROADVISION отримав срібну нагороду в конкурсі «Краще корпоративне медіа України 2018».
У березні 2019 року портативний Bluetooth-підсилювач звуку "Whooshi" отримав нагороду Red Dot Design Award.